# Marie-Galante
Pour les articles homonymes, voir Marie Galante (homonymie).
 (janvier 2019).
Si vous disposez d'ouvrages ou d'articles de référence ou si vous connaissez des sites web de qualité traitant du thème abordé ici, merci de compléter l'article en donnant les références utiles à sa vérifiabilité et en les liant à la section « Notes et références ».

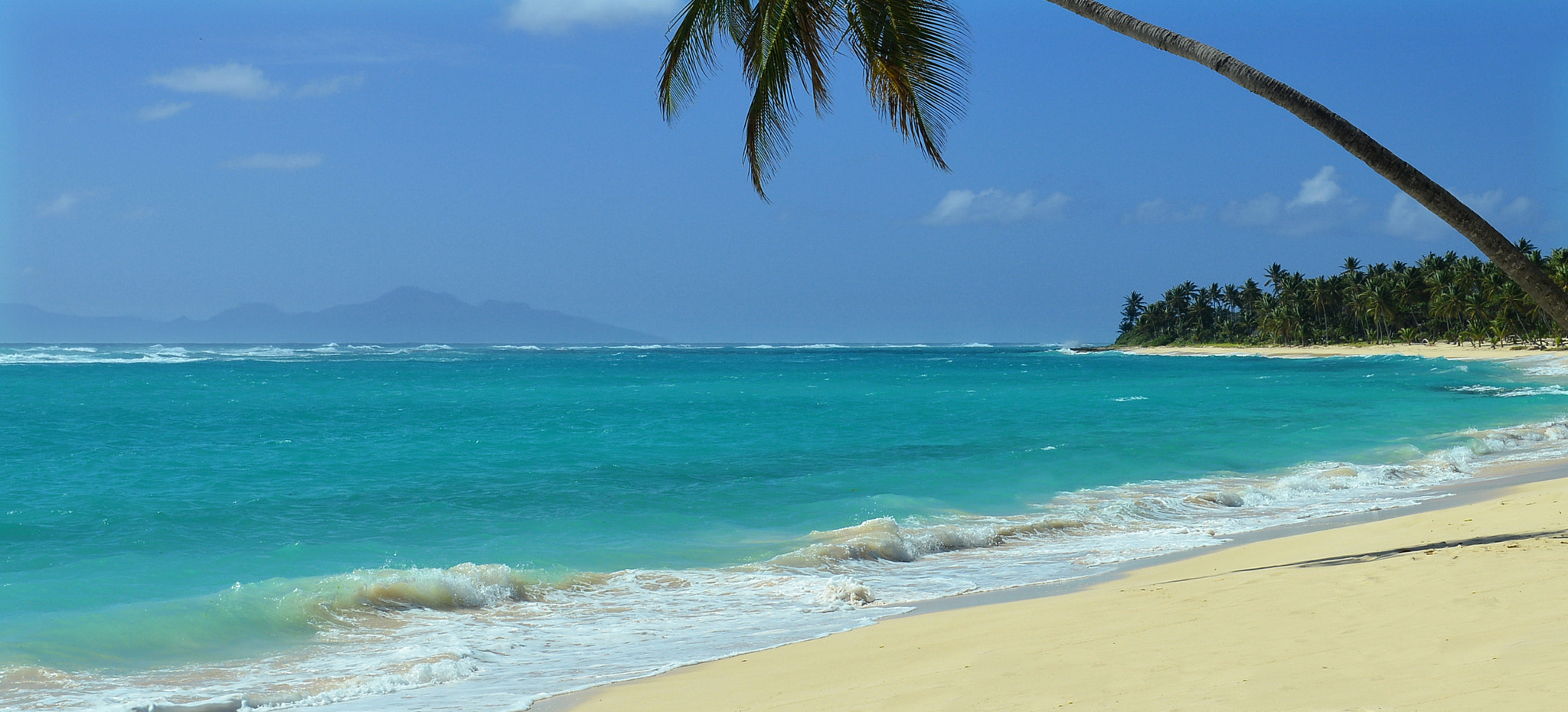
Vue sur une longue plage de sable blanc de Marie-Galante. À l'horizon, on voit l'île de la Dominique.

Marie-Galante (aussi parfois anciennement appelée Marie-Galande ; en créole marie-galantais : Marigalant ou Mari-galant), est une île de l'archipel des Petites Antilles située à 30 km au sud-est des côtes de la « Guadeloupe continentale », dont elle est une dépendance administrative.
Sa superficie de 158 km2 en fait la quatrième plus grande île des Antilles françaises, plus petite que la Martinique (1 128 km2) et que chacune des deux iles principales composant la Guadeloupe : Basse-Terre (848 km2) et Grande-Terre (586 km2).
L'île — surnommée « l'île aux cent moulins » ou « la grande galette »  — connaît une activité agricole de pêche et de tourisme.
La communauté de communes de Marie-Galante, qui réunit les trois communes de l'île, est la première communauté de communes de l'histoire de l'Outre-Mer. Marie-Galante est adhérente à la charte Pays qui favorise l'action coordonnée des communes la composant et valorise la production locale. Tout comme dans le reste de l'archipel guadeloupéen (Grande-Terre, Basse-Terre, Les Saintes, La Désirade) la langue officielle est le français et la langue de l'île est le créole marie-galantais.

## Toponymie
Les Amérindiens nomment l'île Aïchi ou Aulinagan, signifiant « terre à coton », en langue caraïbe,. Elle fut également appelée Touloukaera, « île abondante en crabes touloulou », en langues caraïbes.
Lors de son second voyage, le 3 novembre 1493, Christophe Colomb la dénomme, dans son journal de bord, Maria Galanda, du nom de la caravelle amirale, qui porte également le nom de la Santa Maria.

## Géographie

### Localisation
Marie-Galante est située dans l'hémisphère nord, elle appartient à l'archipel des Caraïbes (ou Antilles), entre le tropique du Cancer et l'équateur. Elle est positionnée à 15°56' de latitude Nord, et à 61°16' de longitude Ouest.
L’île est à environ 6 200 km de la France hexagonale, à environ 2 200 km au sud-est de la Floride, à environ 600 km des côtes de l'Amérique du Sud, et plus précisément, avec la Guadeloupe, en plein cœur de l’arc des petites Antilles.

#### Territoires limitrophes
| Amérique du Nord, à 2 280 km  | Saint-Martin, à 290 km Saint-Barth, à 265 km | Europe, à 5 600 km  |
| Amérique centrale, à 1 920 km | Marie-Galante                                | Afrique, à 4 685 km |
| Amérique du Sud, à 580 km     | Martinique, à 125 km                         | Guyane, à 1 590 km  |

### Topographie, géologie et hydrographie
L'île de Marie-Galante est constitué d'un atoll surélevé, reposant sur un substrat calcaire vallonné, se situant sur l'arc externe de la plaque Caraïbe. Une faille appelée « la Barre » sépare le quart nord du reste de l'île. La côte nord, face à la Grande-Terre, est caractérisée par une haute falaise tandis que le point culminant, le Morne Constant (204 m d'altitude), se trouve situé à l'est sur le territoire de la commune de Capesterre-de-Marie-Galante.
L'île compte un îlet principal :
- l'îlet du Vieux-Fort.

Deux cours d'eau s'y écoulent après avoir traversé le plateau insulaire depuis le cœur de l'île :
- La rivière du Vieux-Fort[5](longue de 11,2 km et seconde plus importante rivière de l'île), située au nord de Marie-Galante, s'écoule d'est en ouest sur le territoire de la commune de Saint-Louis. Elle se jette dans l'océan Atlantique, au niveau de l'Anse du Vieux-Fort (face à Grande-Terre), au sud du lieu-dit de Vieux-Fort qui fut la première implantation européenne sur l'île.
- La rivière de Saint-Louis (anciennement rivière Saint-François), longue de 17,3 km[6], est quant à elle la principale rivière de l'île. Elle prend sa source à environ 160 mètres d'altitude, au lieu-dit Nesmond à Capesterre-de-Marie-Galante, puis traverse l'île d'est en ouest en son milieu et sépare la commune de Saint-Louis au nord de celle de Grand-Bourg au sud. Ce cours d'eau, alimenté par les eaux de nombreuses petites ravines et coulées, se jettent dans l'océan Atlantique au sud de la ville de Saint-Louis, en bordure septentrionale du marais de Folle-Anse.

### Climat
Marie-Galante, tout comme dans le reste de l'archipel guadeloupéen, bénéficie d’un climat tropical tempéré par les influences maritimes et les vents des alizés auxquels elle est soumise.
| Mois                              | jan. | fév. | mars | avril | mai   | juin  | jui.  | août  | sep.  | oct.  | nov.  | déc. | année   |
| --------------------------------- | ---- | ---- | ---- | ----- | ----- | ----- | ----- | ----- | ----- | ----- | ----- | ---- | ------- |
| Température minimale moyenne (°C) | 20,7 | 20,6 | 21   | 22,2  | 23,6  | 24,3  | 24,3  | 24,1  | 23,8  | 23,3  | 22,4  | 21,3 | 22,6    |
| Température maximale moyenne (°C) | 29,2 | 29,2 | 29,7 | 30,3  | 30,9  | 31,4  | 31,6  | 31,9  | 31,7  | 31,3  | 30,5  | 29,7 | 30,6    |
| Précipitations (mm)               | 83   | 60   | 67,9 | 96,5  | 134,1 | 107,8 | 129,6 | 169,1 | 206,2 | 214,5 | 213,9 | 134  | 1 616,6 |

On distingue deux saisons à Marie-Galante et dans les îles voisines :

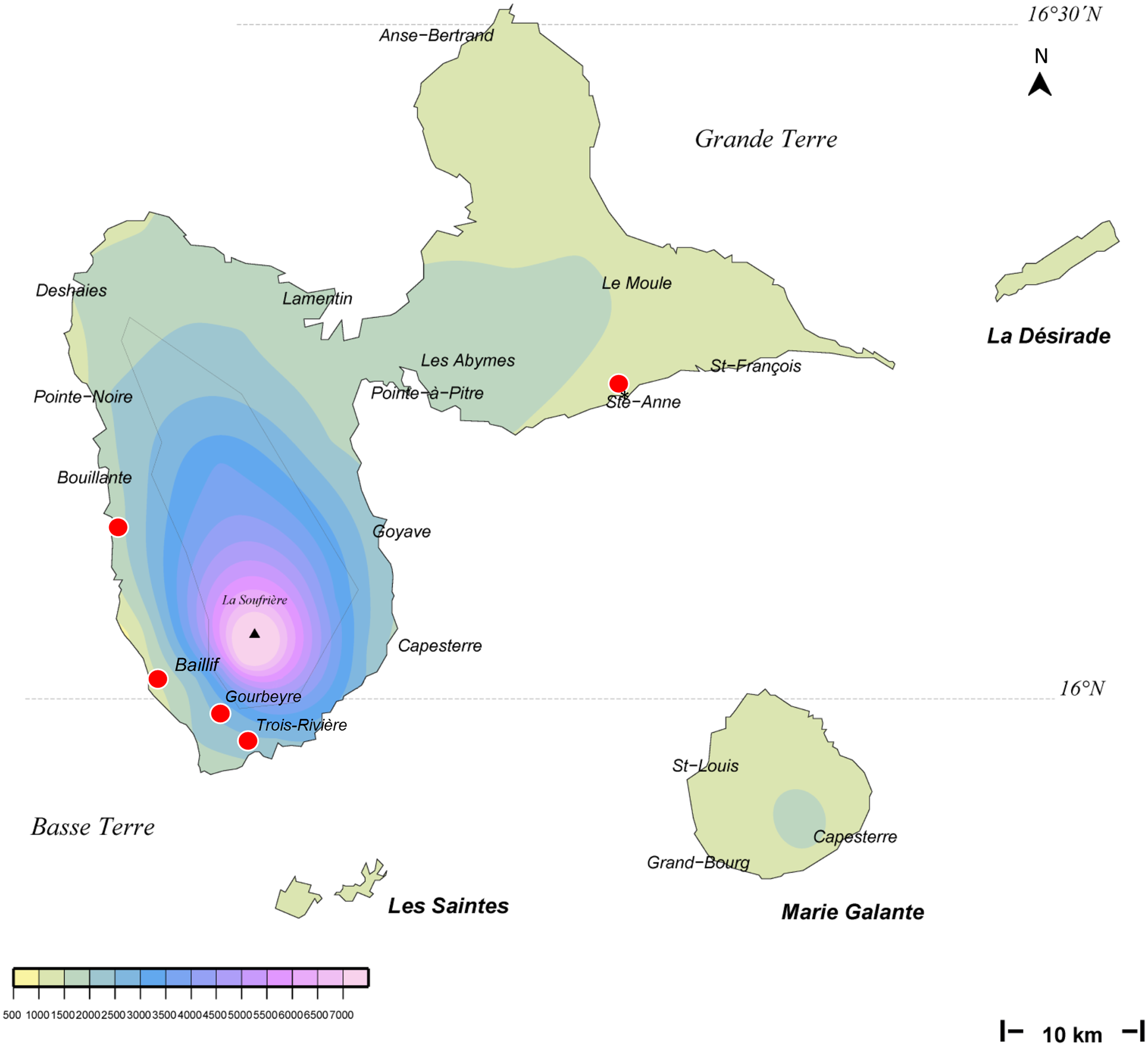
Répartition des précipitations en Guadeloupe.

- une saison sèche appelée « carême » qui va de janvier à juin ;
- une saison humide dite « hivernage », qui s'étale de juillet à décembre.

Côté température, avec une moyenne de 27 °C, il n'y a que peu de différence entre les mois les plus chauds (de 25 °C à 32 °C) et les mois les plus froids (de 23 °C à 29 °C). Marie-Galante et ses plateaux calcaires peuvent régulièrement connaître de sévères sécheresses. La température moyenne de l’eau de mer est de 28 °C.
Enfin l'île est sujette au passage des ouragans de mai à novembre. Et ceux-ci se forment soit localement dans les Antilles, soit au large du Cap-Vert en Afrique et dérivent dans les alizés d'est.

### Paysage et environnement

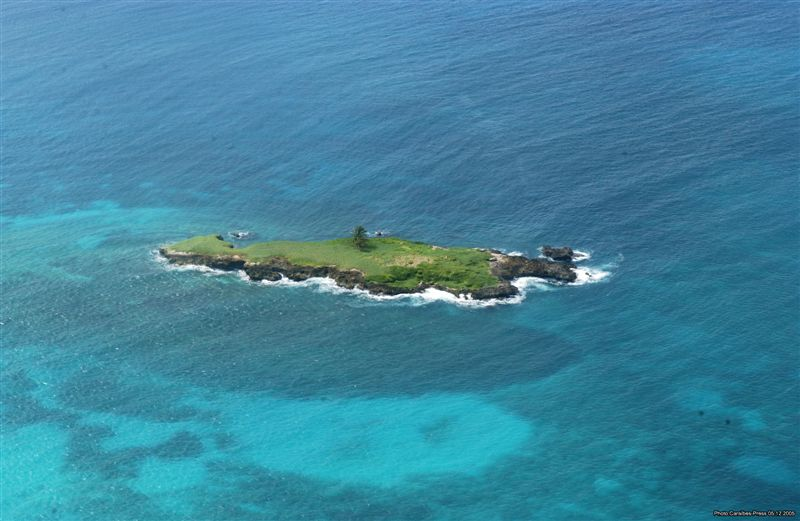
Îlet de Vieux Fort en bordure de côte de Marie-Galante.

Au nord de l'île le paysage se caractérise par la présence d'une falaise calcaire. À l'est et au sud, le plateau devient « mornes » pour basculer en pentes escarpées vers une plaine littorale. Celle-ci longe l'océan Atlantique dont elle est protégée par une barrière corallienne, les cayes. À l'ouest de l'île, face à la Basse-Terre, plages et mangroves s'étendent le long de la mer des Caraïbes et un milieu naturel humide du littoral s'étend dans la partie correspondant à la baie de Folle-Anse.
Marie-Galante constitue un point chaud de biodiversité. Comme les autres Petites Antilles, elle a émergé de l'océan il y a moins de cinq millions d'années. Cet isolement a favorisé l'émergence d'un fort taux d'endémisme. L'archipel était entièrement recouvert de forêt avant l'arrivée des Européens au XVIe siècle. Cette arrivée s'est accompagnée d'invasions biologiques et de défrichements qui ont eu un impact sévère sur la biodiversité.

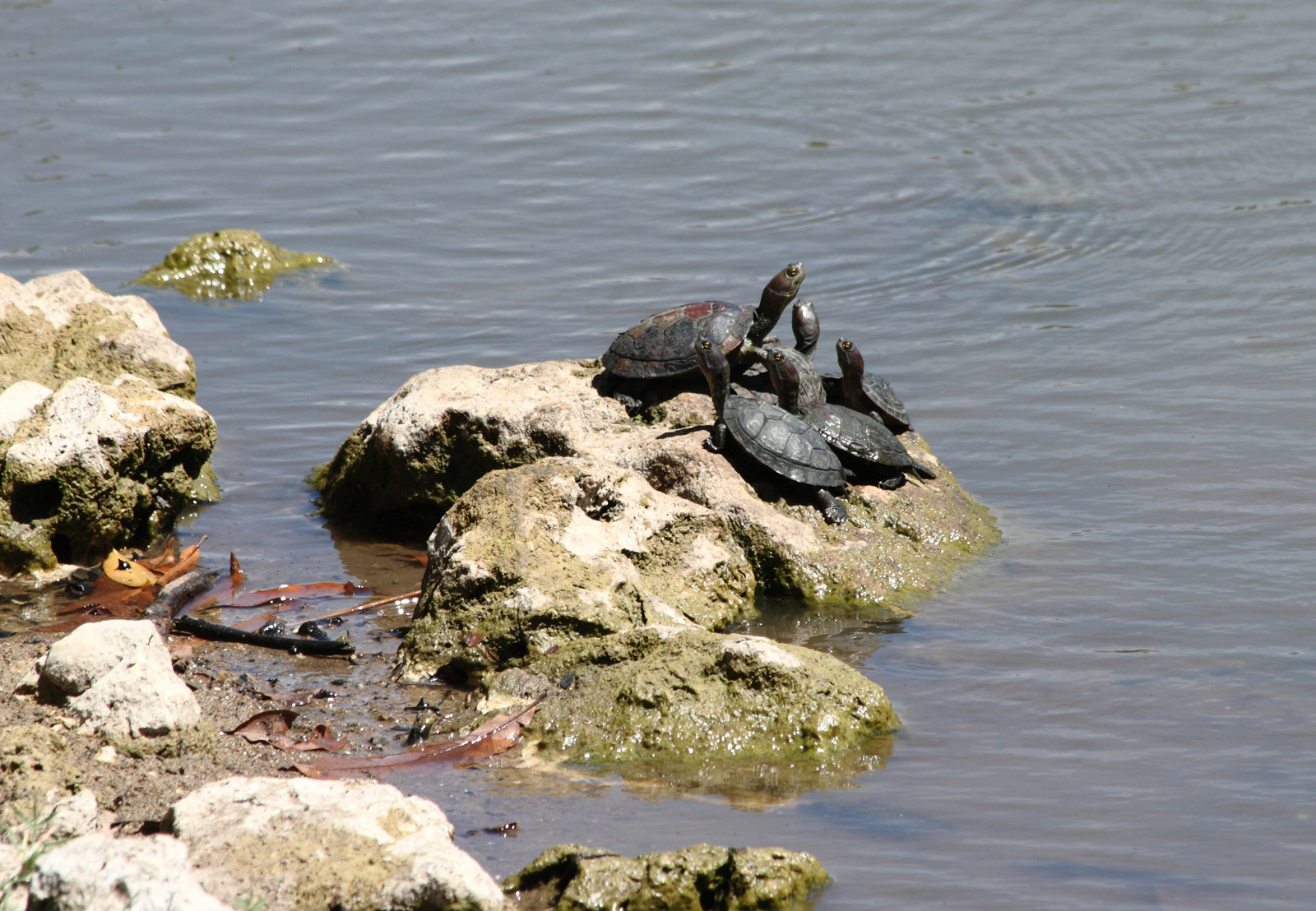
Tortues.

De nombreuses espèces ont disparu de l'île, les milieux naturels de Marie-Galante souffrent du recul de la forêt, de l'urbanisation accélérée ces dernières années, ainsi que du fait du développement des cultures, en particulier, celle de la canne à sucre surtout, tous ces modes d'exploitation ayant restreint l'importance de la forêt tropicale et l'ayant même fait disparaître à certains points. La culture de la canne à sucre a marqué les paysages non montagneux. L'agriculture (majoritairement exportatrice) de sucre de canne, alcool (rhum) reste fortement encouragée, pour la rendre plus « durable » et ralentir sa récession par l'Europe, l’État et les collectivités locales (Région et Département).

#### Faunes et flores
On peut rencontrer sur l'île de Marie-Galante des reptiles comme la tortue charbonnière à pattes rouges ou molokoï, une espèce de gecko nommée localement mabouia et des petits lézards appelés anolis.
Certaines tortues marines viennent également y pondre leurs œufs.

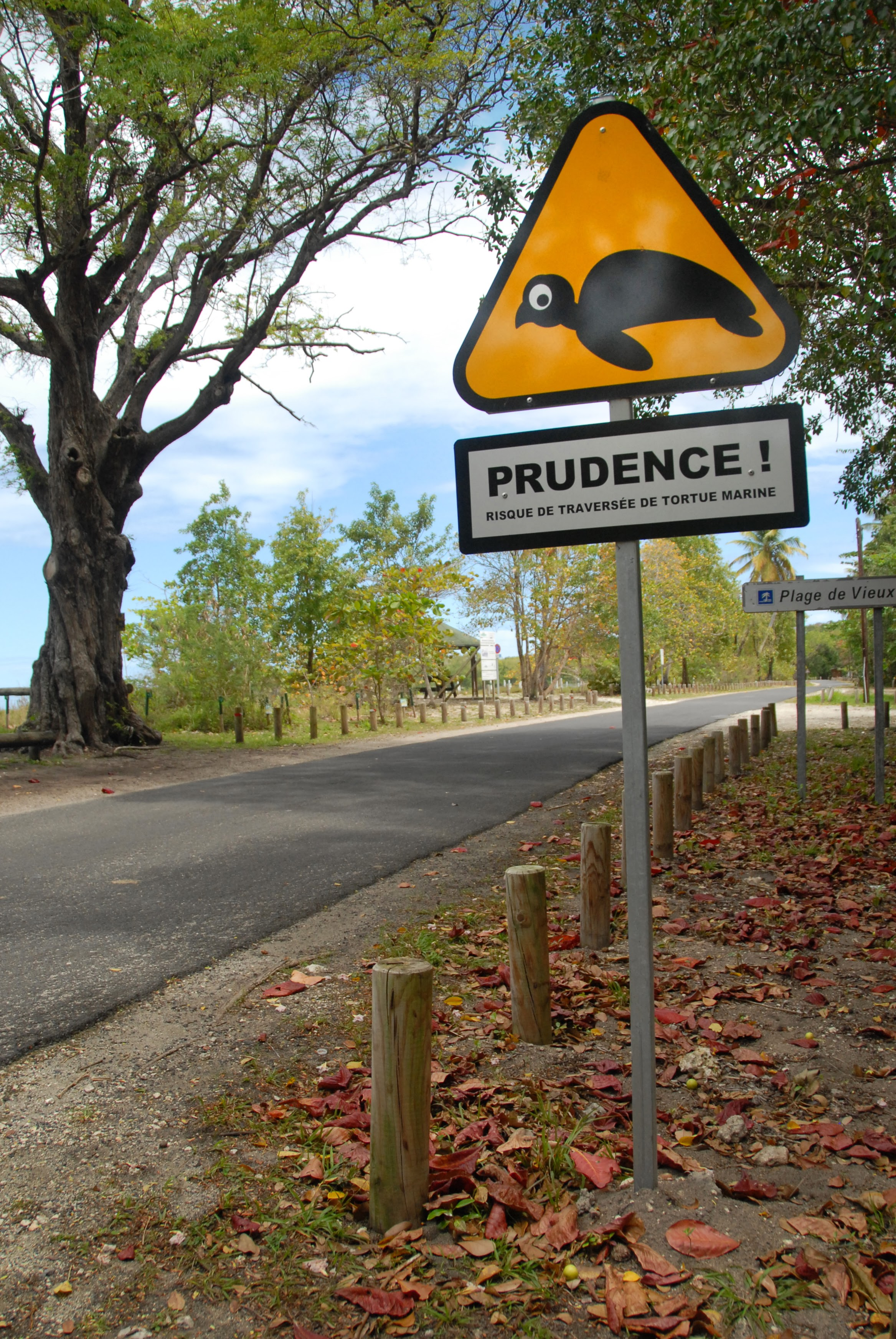
Panneau avertissant du passage de tortues marines.

Une variété de crabe nommée localement touloulou est assez répandue.
À l’ouest de l'île, un banc corallien est présent à 20 mètres de fond environ.
Et des herbiers de phanérogames marines peuplent les fonds sableux littoraux, de manière discontinue.

### Préservation de l'environnement
À Marie-Galante, les palétuviers et mangroves ont presque disparu mais une mangrove par exemple est également toujours présente à Marie-Galante, située à Vieux-Fort, Saint-Louis. Une partie du patrimoine animal et végétal terrestre a été dégradée à la suite des activités humaines, sauf à l'ouest, Nord-Ouest, vers Saint-Louis, des récifs frangeants, peu développés, abritent encore de nombreuses espèces marines.
Depuis 1992, Marie-Galante fait partie de la réserve de biosphère de l'archipel guadeloupéen. La Guadeloupe, en partie grâce à ses îles, devient le département d'outre-mer ayant le plus d'espaces protégés, avec notamment un parc national.

### Risques naturels
Marie-Galante est soumise à de nombreux risques naturels tels que les séismes, les tsunamis, les éruptions volcaniques ou les cyclones tropicaux. Elle a fait l'objet d'un plan de prévention des risques spécifique.

#### Séismes et tsunamis
Le 21 novembre 2004, Marie-Galante, la Guadeloupe et notamment l'archipel des Saintes, furent frappées par un violent séisme atteignant la magnitude de 6,3 sur l'échelle de Richter et causant la mort d'une personne ainsi que de nombreux dégâts matériels.
Le 29 novembre 2007, un séisme d'une magnitude de 6,8 à 7,3 sur l'échelle de Richter, dont l'épicentre était situé au sud-est de la capitale de la Dominique a frappé les Antilles. Le séisme a été très fortement ressenti à Marie-Galante mais n'a cependant pas causé de dégâts significatifs.
Le séisme du 8 février 1843 est, à ce jour[Quand ?], le séisme connu le plus violent. Il a causé la mort de plus d'un millier de personnes ainsi que de très importants dégâts à Pointe-à-Pitre.

#### Éruptions volcaniques
La Soufrière, volcan important situé sur l'île de Basse-Terre dans l'archipel des îles de Guadeloupe.

#### Cyclones tropicaux et marées de tempêtes
Les îles des Caraïbes sont souvent sur le trajet des ouragans tropicaux. Située dans une région très exposée, Marie-Galante doit faire face à de nombreux cyclones. L'île est sujette au passage des ouragans de mai à novembre. Ceux-ci se forment soit localement dans les Antilles, soit au large du Cap-Vert en Afrique et dérivent dans les alizés d'est.
L'ouragan le plus meurtrier à avoir frappé la Guadeloupe et les îles de son archipel est l'ouragan de Pointe-à-Pitre de 1776 qui a fait au moins 6 000 morts. Le 16 septembre 1989, le cyclone Hugo inflige de sérieux dégâts aux îles de l'archipel. En 1995, trois cyclones (Iris, Luis et Marilyn) ont frappé l'archipel en moins de trois semaines. En septembre 2017, Marie-Galante fait face à l'ouragan Maria, catégorie 5 (4 morts en Guadeloupe) et des vents soutenus jusqu'à 215 km/h avec des rafales bien au-delà à Marie-Galante et aux Saintes.
Depuis le passage de l’ouragan Maria le 18 septembre sur les Petites Antilles, notamment sur la Dominique où l’œil du cyclone passa, l’archipel de la Guadeloupe, notamment la « Guadeloupe continentale » et Marie-Galante voit l’arrivée d’un exode massif provenant de la Dominique, des Dominiquais venant se réfugier sur les îles voisines de la leur, détruite et quasi invivable. L’archipel subit également ce même phénomène, provenant de Saint-Martin cette fois-ci, à la suite du passage, du 6 au 10 septembre, de l'ouragan Irma, catégorie 5, considéré comme l'ouragan le plus puissant de l'Atlantique Nord depuis 1980.
Quelques-uns des ouragans notables ayant frappé la Guadeloupe et les îles de l'archipel au XXe et XXIe siècles sont :
- Le 12 septembre 1928 : ouragan Okeechobee ; le 11 août 1956 : ouragan Betsy ; le 26 octobre 1963 : tempête tropicale Helena ; le 22 août 1964 : ouragan Cleo, catégorie 3, fort (14 morts) ; le 27 septembre 1966 : ouragan Inez ; du 16 au 17 septembre 1989 : ouragan Hugo[8] ; du 14 au 15 septembre 1995 : ouragan Marilyn.
- Le 6 septembre 2017 : ouragan Irma ; du 18 au 19 septembre 2017: ouragan Maria.

## Répartition de la population et des activités

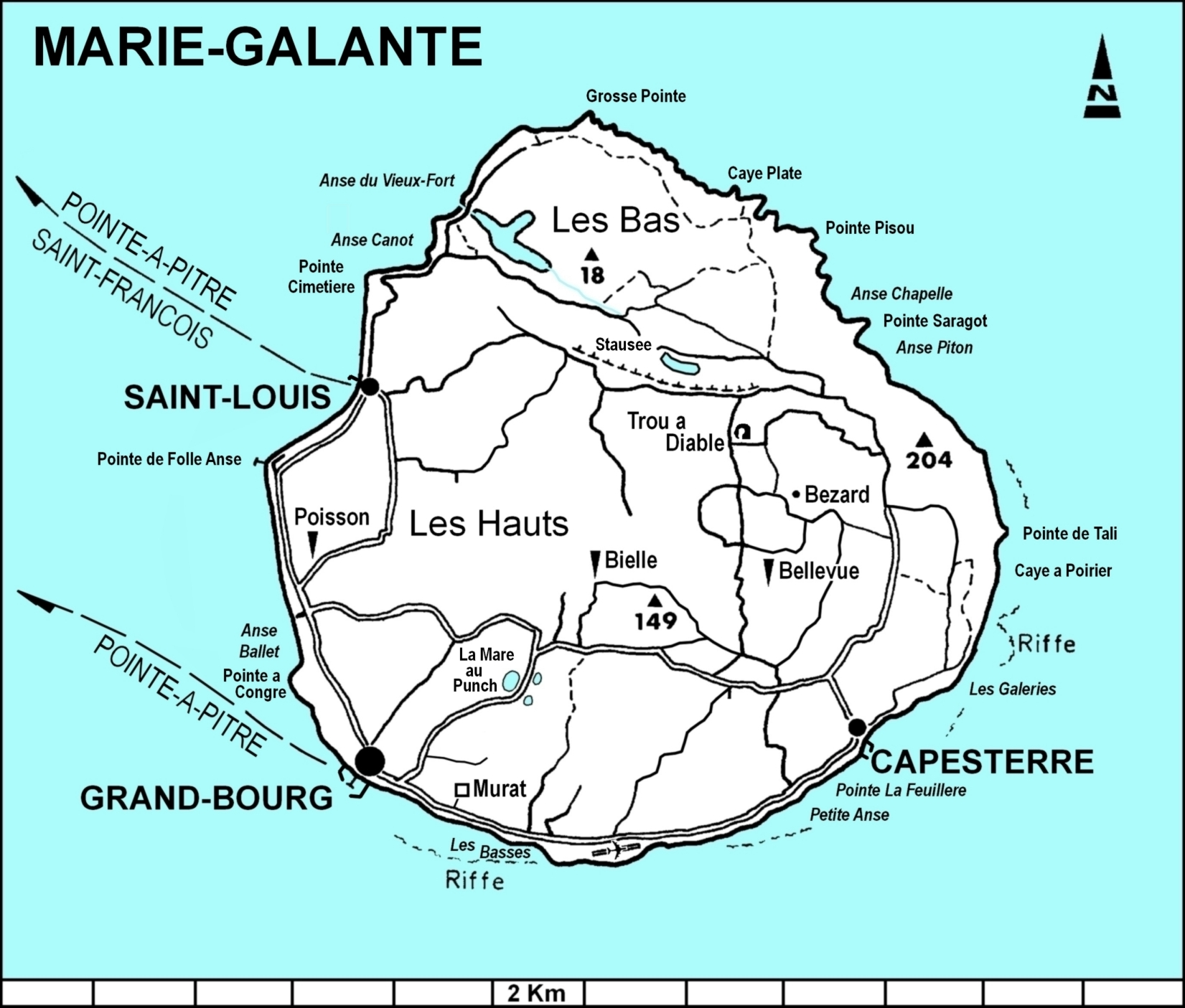
Carte des principaux toponymes de Marie-Galante.

### Liste des communes de Marie-Galante
| Rang | Villes      | Pop. (2018) | Superficie (km2) | Densité |
| ---- | ----------- | ----------- | ---------------- | ------- |
| 1    | Grand-Bourg | 4 941       | 55,54            | 88,96   |
| 2    | Capesterre  | 3 293       | 46,19            | 71,29   |
| 3    | Saint-Louis | 2 421       | 56,28            | 43,02   |

## Axes de communication et transports
L'île possède un aérodrome qu'aucun avion de ligne ne dessert. La liaison avec les îles de la Guadeloupe, la Dominique, la Martinique et d'autres îles des Petites Antilles se fait par bateaux.

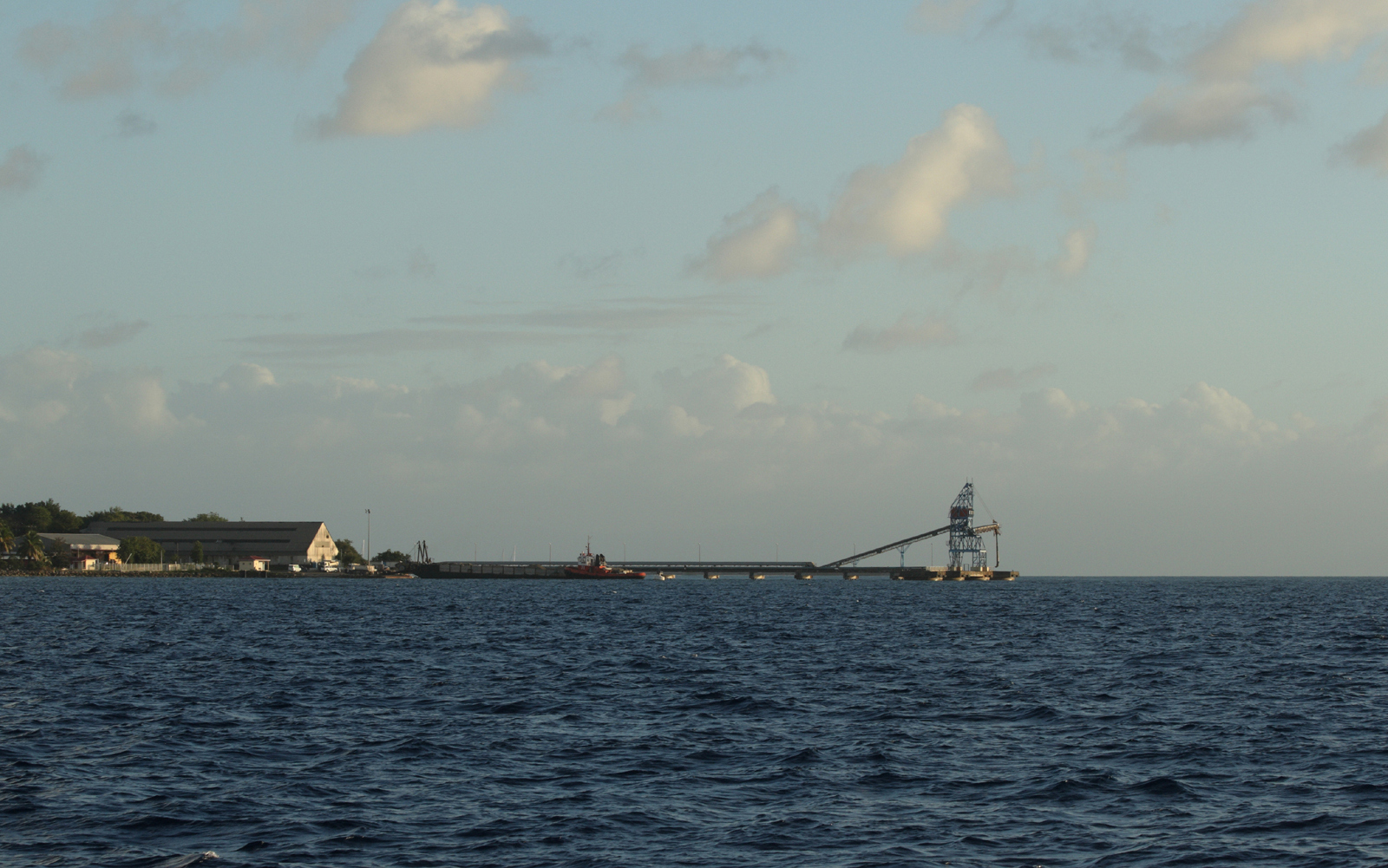
Port de Folle Anse.

En 2017, deux compagnies concurrentes assurent chacune quotidiennement environ trois rotations entre les ports maritimes de Grand-Bourg, Saint-Louis et le port maritime de Bergevin à Pointe-à-Pitre : Valferry et l'Express des îles. D'autres dessertes existent depuis Saint-Louis. La traversée prend environ une heure.
Des barges depuis le Port autonome de Pointe-à-Pitre et autres permettent quotidiennement le transport de fret Port maritime de Folle Anse, ce dernier faisant son commerce transatlantique avec la France et l'Europe ainsi que les Amériques, notamment par le port de Pointe-à-Pitre et Jarry.
Sur l’île, tous les véhicules courants sont autorisés. Un service de plusieurs bus relie les trois communes quotidiennement. Plusieurs taxis ainsi que de nombreux loueurs de véhicules (voitures et scooters) sont disponibles.

## Histoire

### Peuplements amérindiens
À l'instar d'autres îles des Petites Antilles, Marie-Galante est probablement occupée par des groupes amérindiens précéramiques à partir de 3000 av. J.-C. comme semble l'indiquer la découverte de traces de culture sur brûlis à Marie-Galante. Le stade José Bade est un important site de découvertes archéologiques du Néoindien.
Au IIIe siècle, les Arawaks étaient installés sur l'île, qu'ils appelaient Touloukaéra. Les Caraïbes l'occupèrent au IXe siècle et lui donnèrent pour nom Aïchi ou Aulinagan, terre à coton. Les populations amérindiennes cultivaient aussi du manioc, avaient appris l'usage des plantes médicinales, et vivaient également de la pêche. Des traces de leur présence ont été retrouvées dans des grottes, notamment à la grotte de Morne-Rita (dans laquelle ont été mises au jour des sépultures dont l'une date de 2500 av. J.-C.),, et dans les vestiges de leurs villages des céramiques, des pétroglyphes et des objets religieux.

### Arrivée des Européens
Le 3 novembre 1493, des colons européens posent pour la première fois le pied sur l'île déjà habitée par des populations caribéennes. Ceci lors du second voyage de Christophe Colomb. Dénommant ainsi l'île Maria Galanta (nom qu'il laissa à l’île après la perte du vaisseau), selon le nom dans le journal de voyage de Colomb, de sa plus grande caravelle qui portait également le nom de La Santa Maria.

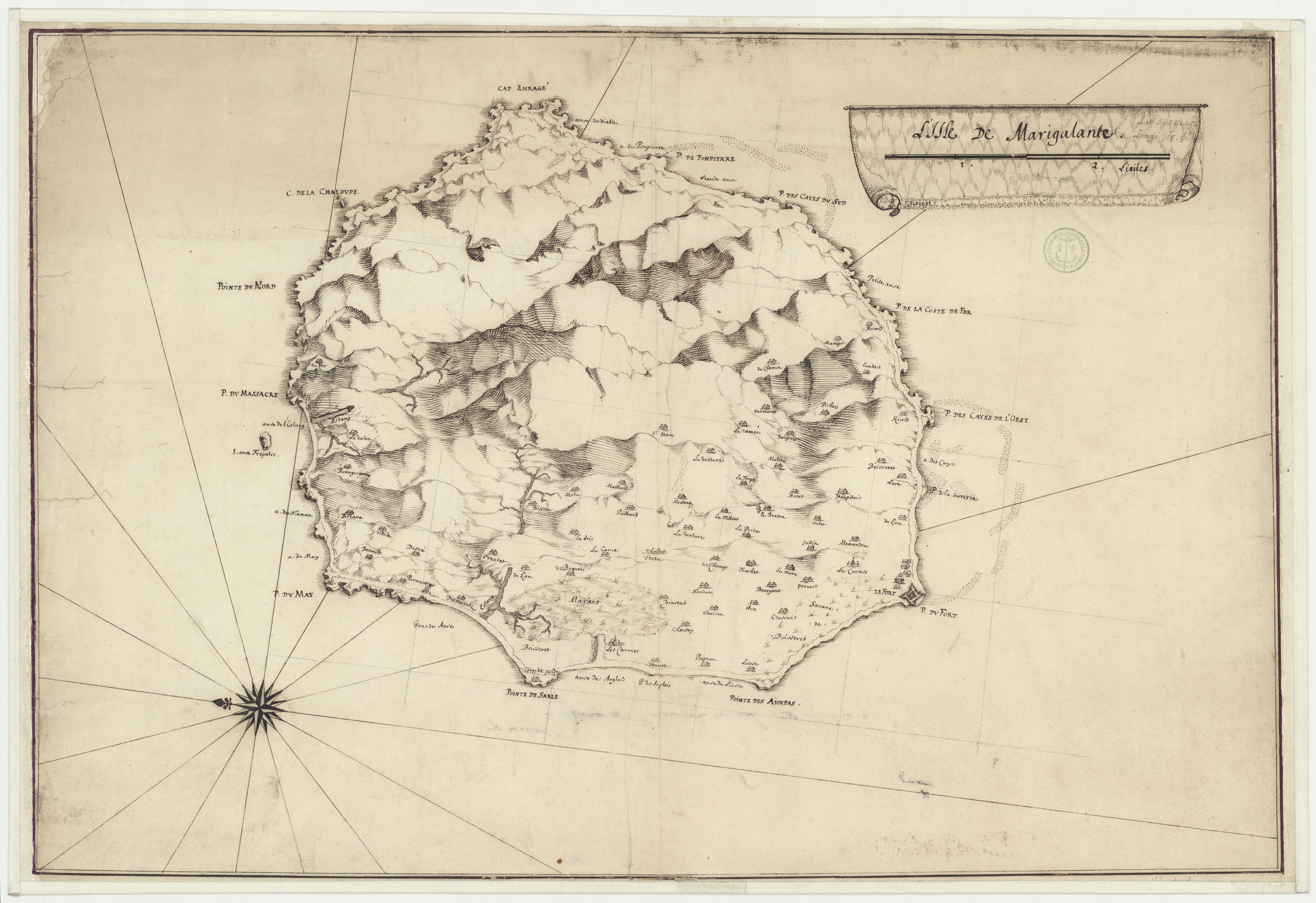
L'Isle de Marigalante, F. Blondel, 1667.

Une cinquantaine de colons français fut installée en 1648 à proximité du lieu-dit Vieux-Fort, par le gouverneur Charles Houël. En 1653, un second fort est bâti à Grand-Bourg. La population souffrait de conditions de vie difficiles et subit les attaques des Caraïbes jusqu'en 1660, année où un traité de paix fut signé à Basse-Terre entre autochtones et colons.
Pendant cette seconde moitié du XVIIe siècle, les premiers esclaves furent amenés d'Afrique à Marie-Galante pour cultiver les plantations. En 1671, la population noire constituait 57 % des habitants. Des Hollandais juifs exilés du Brésil s'installèrent aussi, en apportant leurs techniques de la culture de la canne à sucre. En 1676, une flotte hollandaise enleva la population et pilla ses installations. Après le repeuplement de l'île, ses nouveaux habitants furent attaqués trois autres fois par les Hollandais.

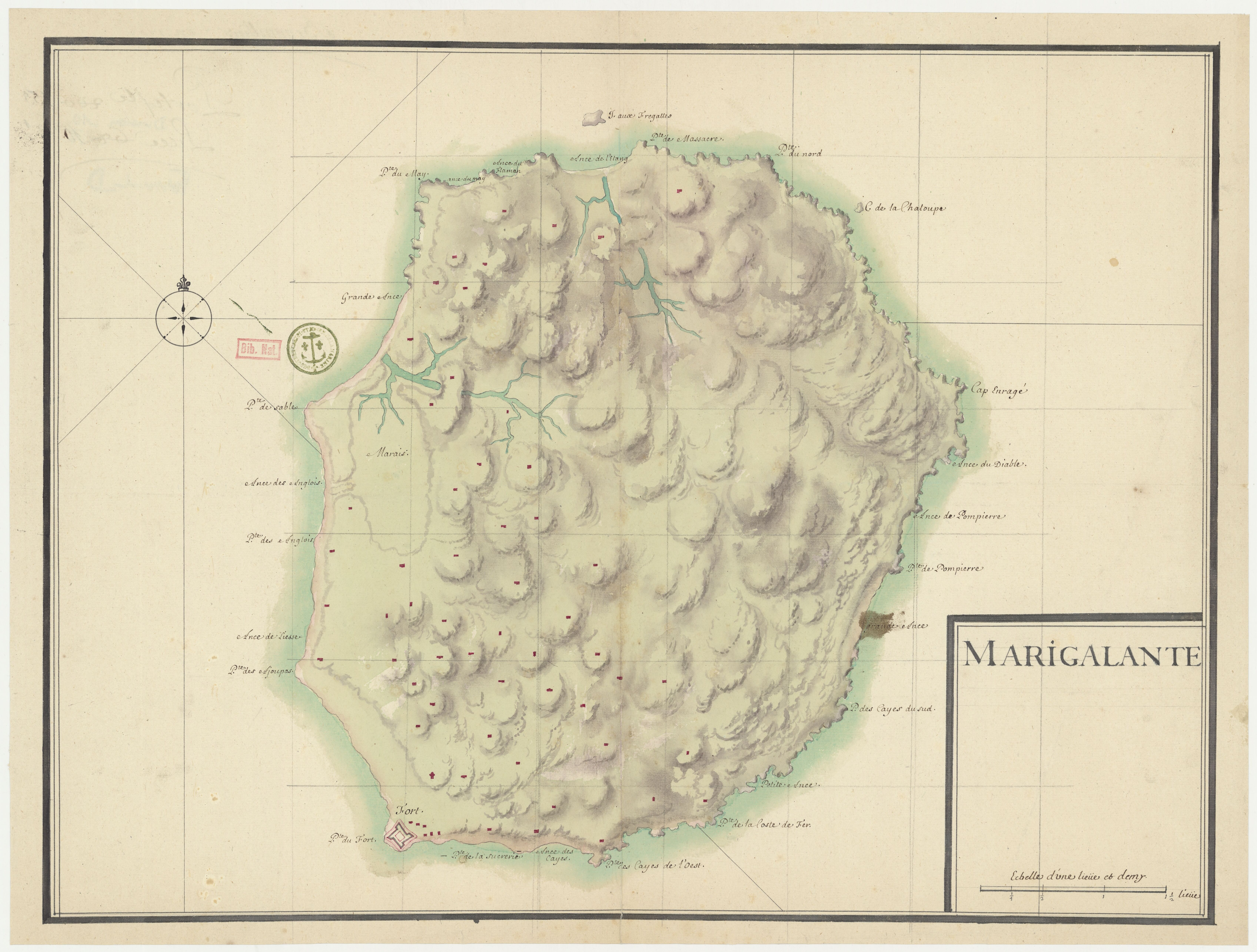
Carte de Marie-Galante, par Beauvilliers, 1703.

En mai 1680, l'île de Marie-Galante comptait 1193 habitants.
De 1692 à 1816, Britanniques et Français se disputèrent l'île à cinq reprises. Au cours de cette période, Marie-Galante fut indépendante de 1792 à 1794. En 1794, l'esclavage fut aboli, mais rétabli en 1802 par Napoléon Ier. En 1790, sur 11 500 Galantais, 9 400 étaient des esclaves.
En 1808, les Anglais mènent une nouvelle campagne d'invasion des Antilles, prenant Marie-Galante et la Désirade, puis en 1809, les Saintes.
En 1838, un incendie dévasta Grand-Bourg et, en 1843, l'île fut touchée par un tremblement de terre.
Les révoltes d'esclaves et l'intervention des abolitionnistes français aboutirent en 1848. À Marie-Galante, l'abolition définitive de l'esclavage fut fêtée pendant trois jours et trois nuits autour de la mare au Punch à l'Habitation Pirogue. Mais, ces événements ne marquèrent pas la fin des violences coloniales. Lors des élections législatives de 1849, les forces de l'ordre réprimèrent, au morne Rouge, les affranchis qui s'opposaient à la fraude organisée par les grands planteurs. Il faudra attendre 1920 pour que des descendants d'esclaves deviennent propriétaires d'une sucrerie à Marie-Galante.

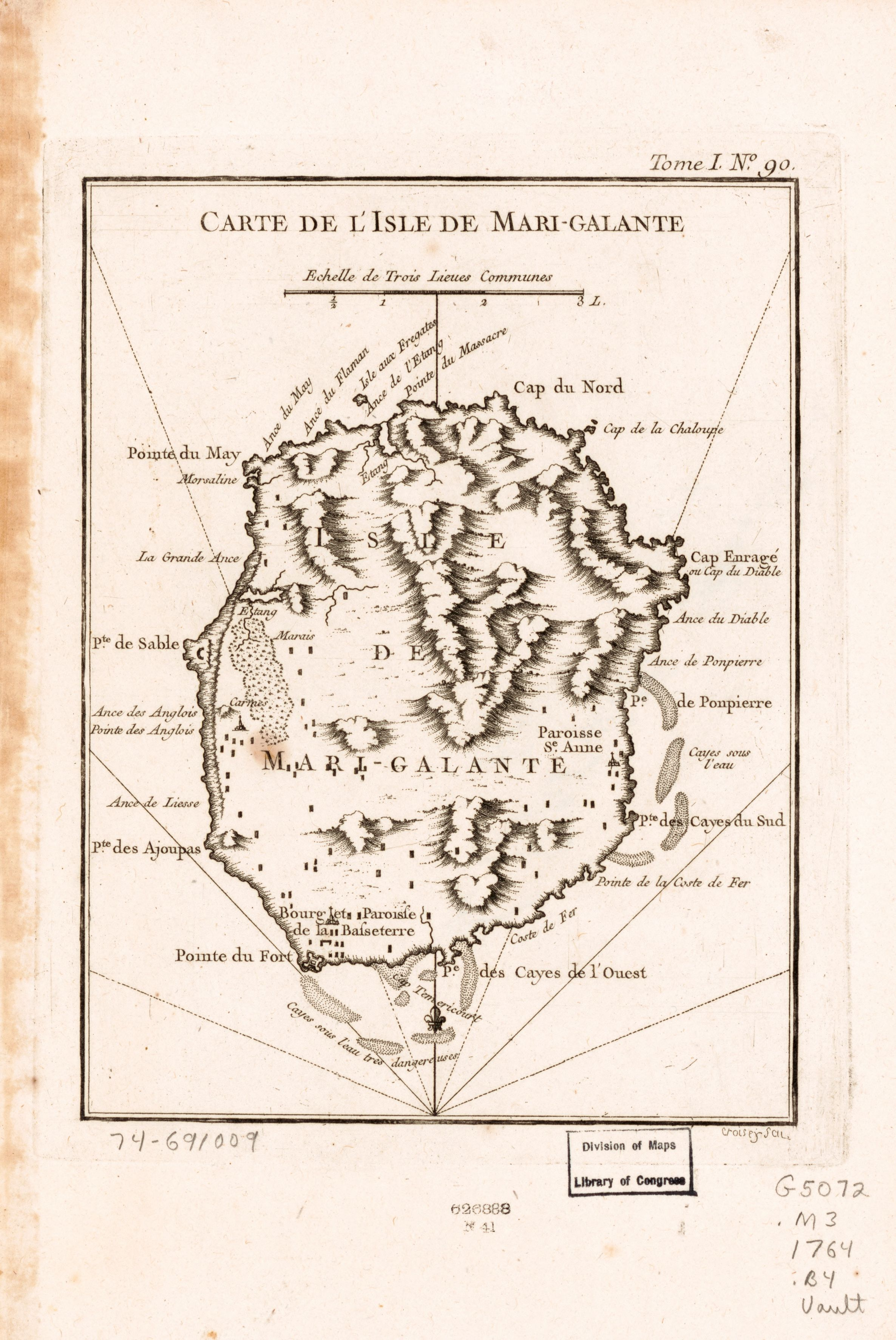
Carte de Marie-Galante, J-N. Bellin, 1764.
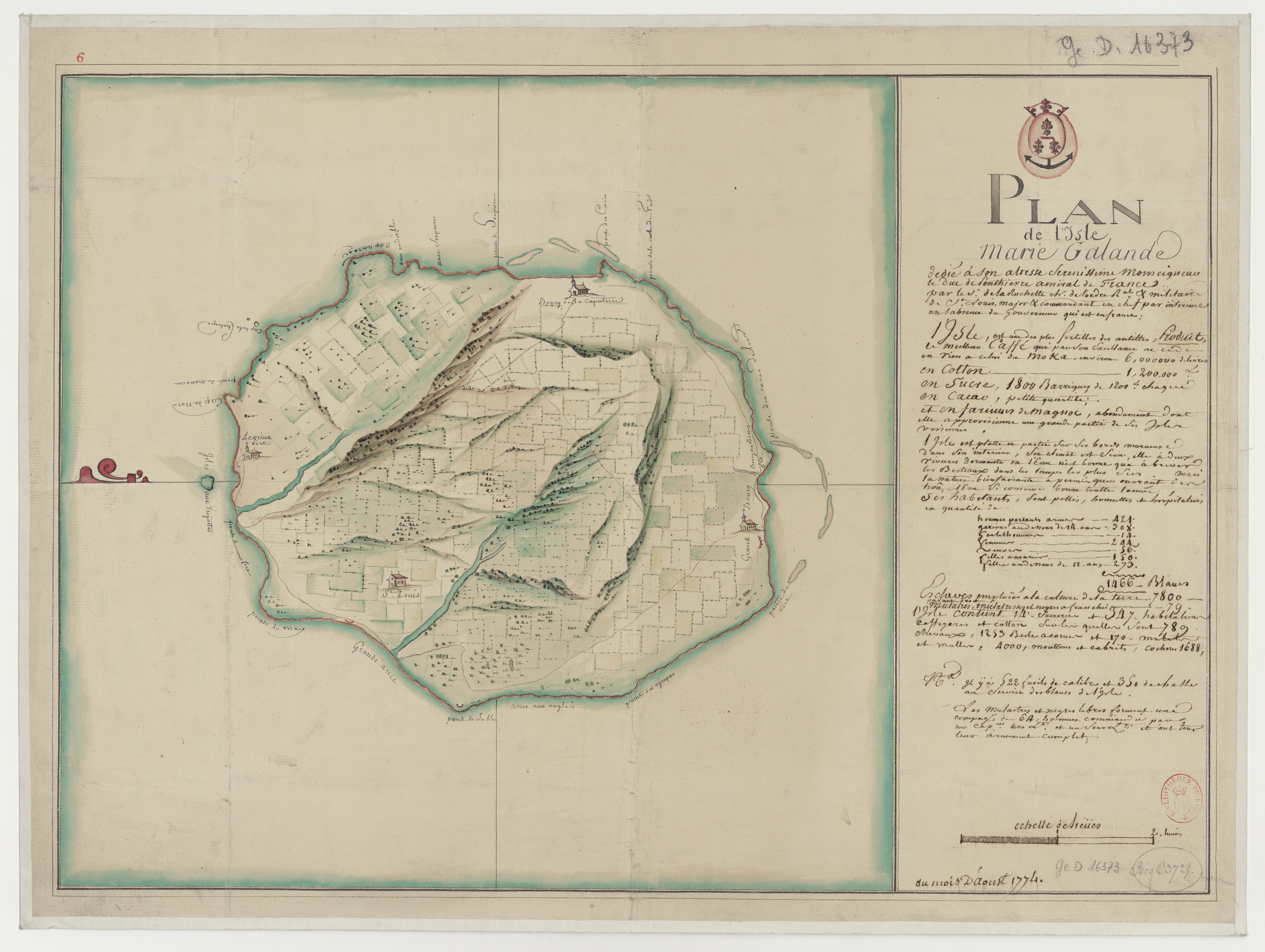
Carte de Marie-Galante, par Delarochette, 1774.
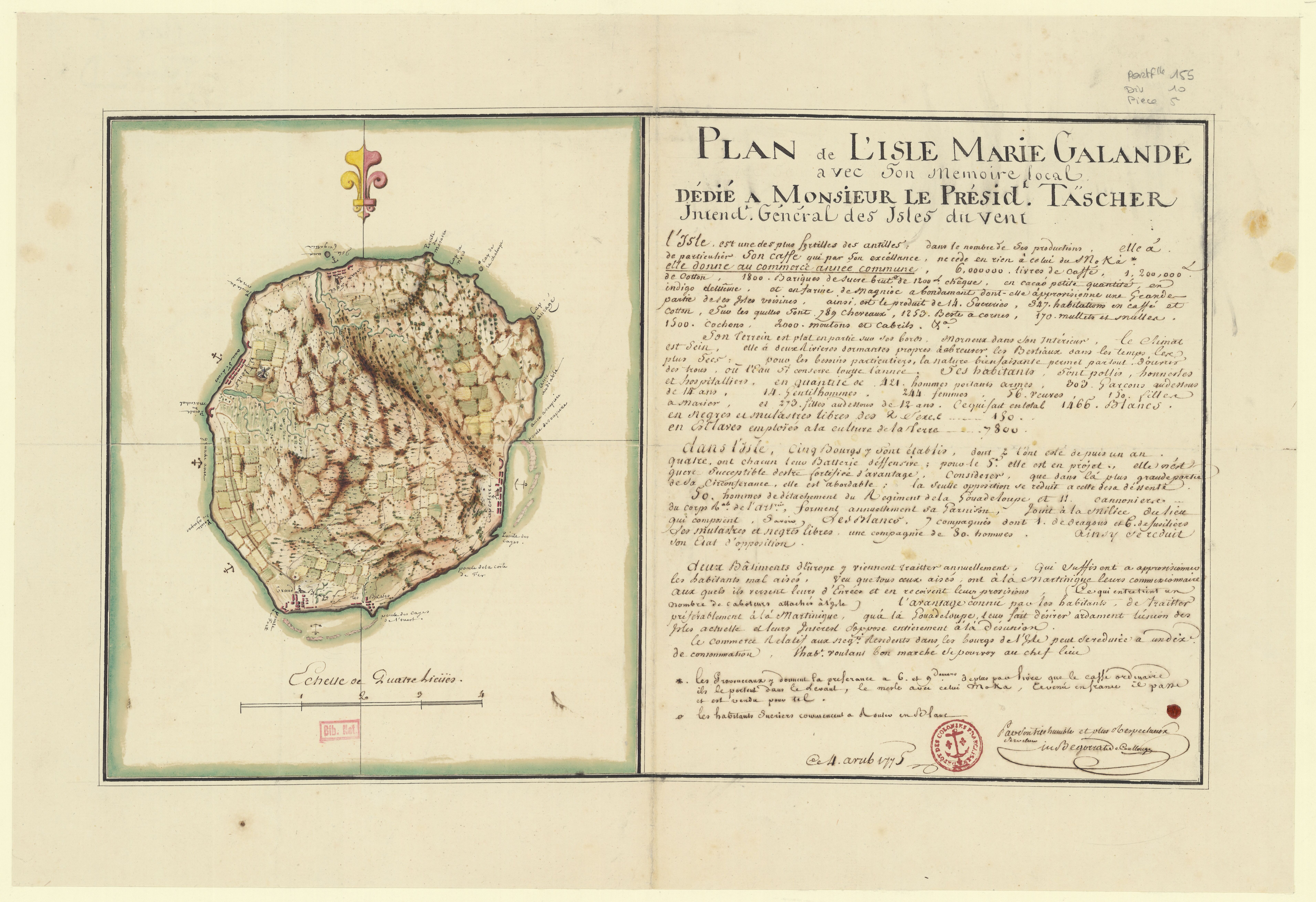
Carte de Marie-Galante accompagné de son mémoire local, par Begorrat de Coullonges, 1775.

### Période moderne
En 1865, un cyclone, puis le choléra, frappèrent l'île et sa population. En 1902, un second incendie dévasta Grand-Bourg. Des cyclones touchèrent encore l'île en 1928 et 1995.
En 1994, la charte du « pays Marie-Galante » est signée. Les membres la composant, à savoir les trois communes de l'île, se sont engagées par cette charte à valoriser la production locale de l'île et à protéger son patrimoine écologique en créant un site protégé au nord-est de l'île en partenariat avec l'association Amicale Ecolambda. Marie-Galante se présente donc comme un pays vert en devenir.
Le 24 janvier 2010 à 18 heures 43 minutes, heure locale un séisme, d’une magnitude de 5,1 survient en Martinique. Son hypocentre est situé approximativement à 60 km de Marie-Galante, et à 52 km de Saint-François au nord de la Guadeloupe à une profondeur de 67 km. Les sismologues indiquent toutefois que ce tremblement de terre n’aurait aucun rapport avec le séisme d'Haïti du 12 janvier.

## Administration et politique

### Organisation administrative
L'île de Marie-Galante se compose de trois communes : Capesterre-de-Marie-Galante, Grand-Bourg (chef-lieu) et Saint-Louis-de-Marie-Galante, regroupées au sein de la Communauté de communes de Marie-Galante (C.C.M.G) dont le siège est à Grand-Bourg.
Marie-Galante fait actuellement partie de l'arrondissement de Pointe-à-Pitre.
Tandis qu'avant le redécoupage cantonal de 2014 le territoire insulaire était divisé en 3 cantons, depuis 2015 celui-ci ne compte plus qu'un seul canton : le canton de Marie-Galante.

### Histoire politique
Depuis les débuts de la colonisation, Marie-Galante a été rattachée administrativement à l’arrondissement de Pointe-à-Pitre, hormis la période révolutionnaire de 1793-1794. Et durant cette courte période, alors que le reste de l'archipel était encore royaliste, elle était républicaine.

#### Pays de Marie-Galante
Le terme de Pays est parfois utilisé pour désigner les caractères typique et traditionnel qui se sont développés sur le territoire marie-galantais.
Et se désigner en tant que pays, selon les termes de la Communauté de communes de Marie-Galante, doit « permettre de mieux définir et affirmer l’unicité et la spécificité du territoire de Marie-Galante, ainsi que sa diversité ethno-culturelle ».

## Population

### Démographie

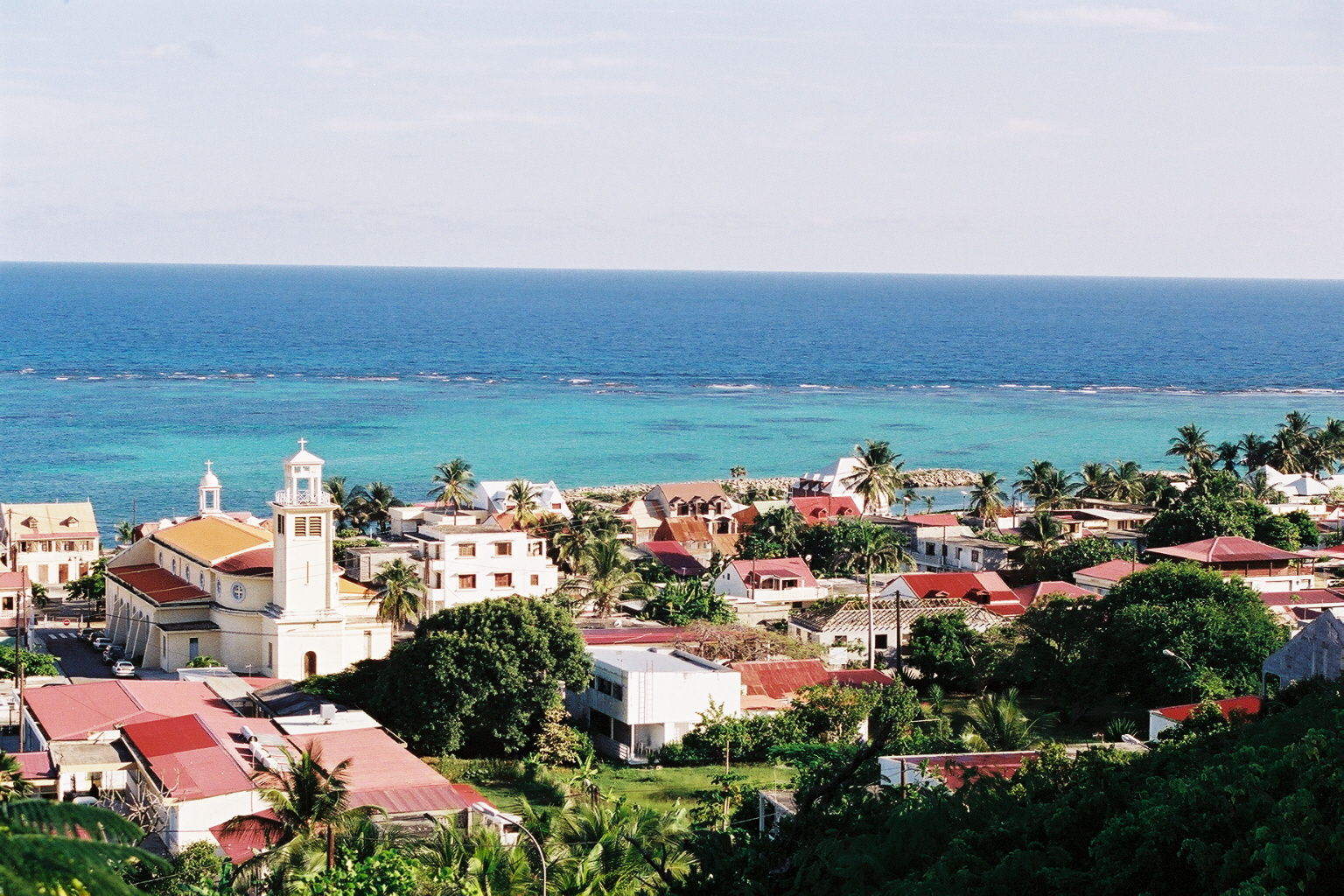
Bourgade de Capesterre-de-Marie-Galante.

Marie-Galante comptait 30 000 habitants en 1946. Fortement marquée par l'exode massif des jeunes, l'île ne comptait plus en 2018 que 10 655 habitants. Cette chute de la population est liée à la baisse de l'économie agricole, notamment sucrière.

### Langues
Articles détaillés : Langues en Guadeloupe et Créole marie-galantais.

### Enseignement
Le territoire de Marie-Galante fait partie de l'Académie de la Guadeloupe et est inclus au sein du Pôle Grande-Terre Nord regroupant les circonscriptions de Grande-Terre Nord, Sainte-Anne et Saint-François.
L'île dispose de :
- 3 collèges
- Lycée polyvalent Hyacinthe-Bastaraud qui présente la particularité de posséder une classe préparatoire au concours d'entrée à l'École nationale de la Marine marchande, un Atelier Science-Po et une section Pêche ;
- Plusieurs écoles élémentaires situés dans plusieurs communes ou sections, dont une école privée.

### Sport
Le stade municipal de Grand-Bourg accueille les entraînements et matches du club de football de l'US Grand-Bourg. Le cyclisme est représenté par l'Union vélocipédique marie-galantaise (UVMG).
En outre, la ville de Capesterre, après 10 longues années de travaux, vient d’inaugurer son stade – José Bade - le 30 juillet dernier avec une capacité d'au moins 1 200 places. Il accueille les entraînements et les matchs de deux clubs de football :
- Amical Club de Marie-Galante
- Jeunesse-Sportive de Capesterre

Groupes et associations sportives :
- UVMG (Union vélocipédique marie-galantaise)
- Amical Club de Marie-Galante, club de football
- JSC (Jeunesse-Sportive de Capesterre), club de football
- USGB (Union Sportive de Grand-Bourg), club de football
- CMGVB (Comité de Marie-Galante du Volley Ball), club de volley-ball. Exemple : Leslie Turiaf est une joueuse marie-galantaise notable de Volley-Ball.

Événements sportifs :
- Le Tour cycliste de Marie-Galante
- La Karujet - Championnat du monde de motomarine à Petit-Bourg, passant notamment à Marie-Galante

### Santé
Marie-Galante dispose de :
- Un centre hospitalier (Centre Hospitalier Sainte-Marie) situé à Grand-Bourg, qui ne dispose plus de maternité depuis septembre 2012
- Une clinique située au même endroit
- Un établissement d'hospitalisation à domicile en mai 2017

## Économie

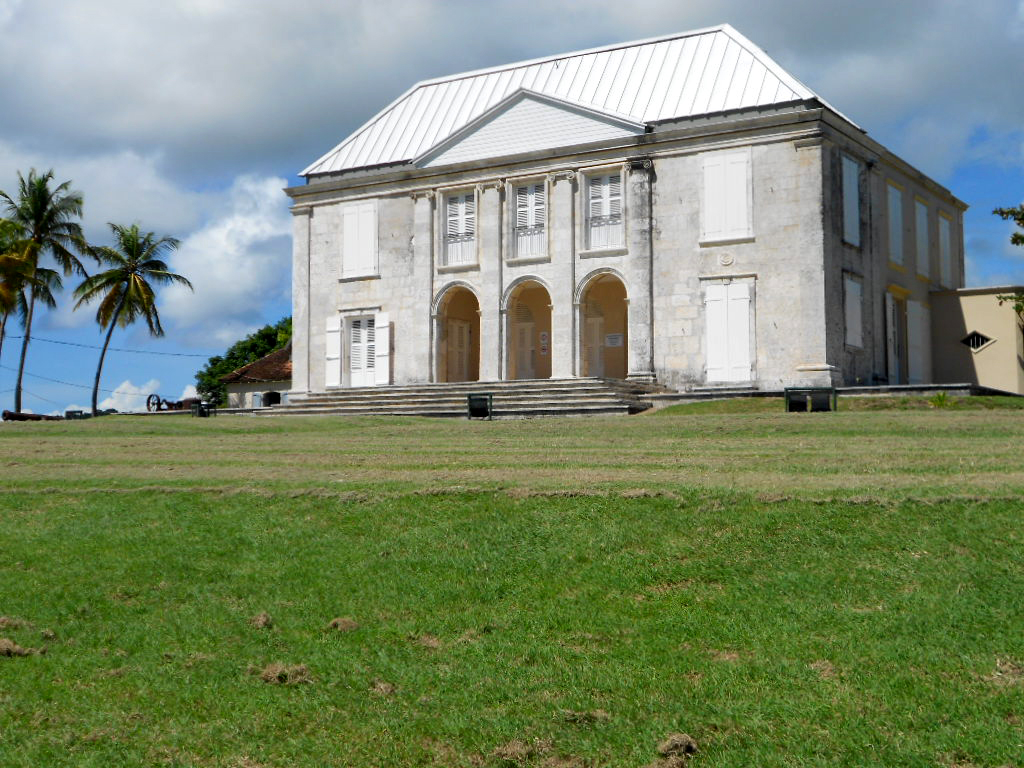
Maison du maître de l'Habitation Murat.

L'économie coloniale développe dans un premier temps sur l'île de Marie-Galante les cultures du tabac, de l'indigo, du café et du coton. Mais, dès le XVIIe siècle, les planteurs ont fait de la canne à sucre une très importante source de revenus. Elle se maintient aux XIXe et XXe siècles, s'adaptant à l'abolition de l'esclavage et à la grande crise sucrière de la première moitié du XXe siècle.
De cette culture de la canne, Marie-Galante a hérité le surnom « d'île aux cent moulins ». On dénombrait en 1818 un peu plus d'une centaine de moulins à vent qui permettaient de broyer la canne produite par les habitations agricoles. Le jus qui en était tiré était transformé en sucre ou en rhum. Les moulins étaient originellement actionnés par des bœufs, puis des moulins à vent apparurent à partir de 1780, à leur tour concurrencés par des moulins à vapeur à partir de 1883. Le XIXe siècle voit disparaître l'organisation économique de l'Ancien Régime. Progressivement, toutes les petites sucreries sont restructurées en usines sucrières. En 1885, cinq sites regroupaient l'essentiel de l'activité. En 1931, dix-huit distilleries et quatre usines à sucre étaient en production. Les grandes plantations ont fait place à de petites exploitations agricoles, peu mécanisées, organisées au XXe siècle autour de coopératives regroupant 1 300 petits producteurs en 2019 exploitant seulement 1 700 ha de sole cannière pour un potentiel de 2 300 ha en 2021. Mais, l'agriculture est soumise dans toutes les Antilles françaises à une forte concurrence internationale. Au début de XXIe siècle, une seule sucrerie (l'usine de Grande Anse) et trois distilleries (Bellevue, Bielle, Poisson) subsistent à Marie-Galante. Le rhum blanc agricole qui y est produit fait l'objet d'une appellation d'origine simple, dont les marques sont Père Labat, Bielle et Bellevue. Il est commercialisé essentiellement à 59° à Marie-Galante mais est décliné aussi en 50° et 40°. La production sucrière biologique pourrait aussi être un nouvel axe de développement, mais, le contexte actuel d'arrêt des subventions européennes rend incertain l'avenir agricole et donc économique de Marie-Galante et de ses habitants.

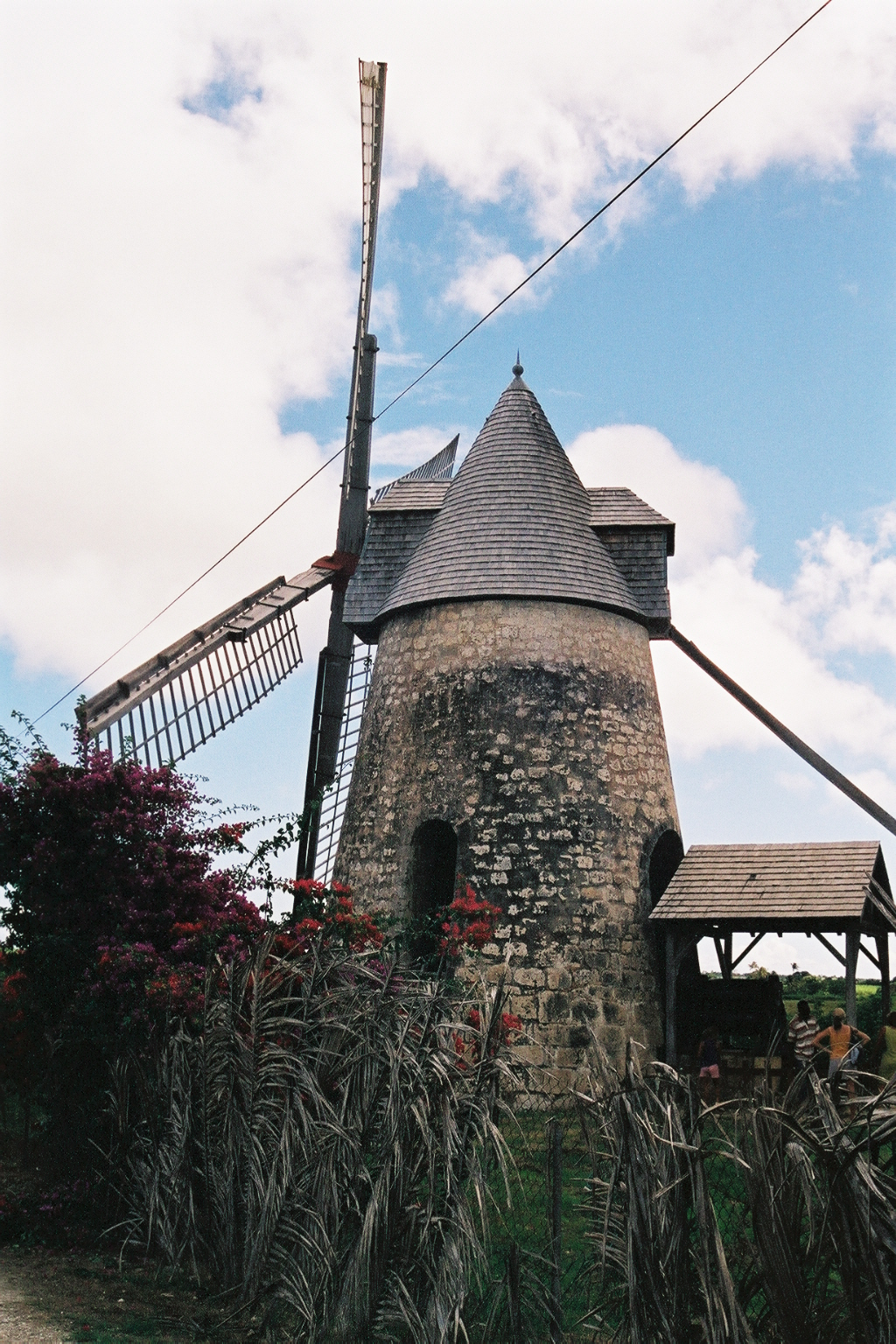
Moulin Bézard dans le sud de l'île, inscrit aux Monuments historiques.

De l'ancienne économie, subsistent de nombreux vestiges. Cette richesse historique est mise en valeur : quelque soixante-dix tours dont deux moulins restaurés (Moulin Bézard et le moulin de la distillerie Bellevue), habitations coloniales et anciennes sucreries (Habitation Murat et son moulin à vent). Un réseau de sentiers permet aux randonneurs de découvrir l'île et sa population. Ainsi, Marie-Galante connaît-elle à son tour, la mutation économique que permet l'activité touristique. Mais, le développement de ces services s'appuie ici sur une politique de conservation de la nature et du patrimoine, qu'il soit précolombien, colonial ou contemporain. Les Marie-Galantais préservent ainsi un style de vie pittoresque alliant modernité et authenticité. Alors que l'île dispose de plages parmi les plus réputées des Antilles, l'industrie hôtelière reste limitée, laissant une place importante aux locations de vacances.  En revanche, des artistes internationaux s'y retrouvent chaque année à l'occasion du « Festival Terre de blues » au cours du week-end de la Pentecôte.
En mars 2016, l'île de Marie-Galante a été lauréate du dispositif « Démonstrateurs industriels pour la ville durable » dans le cadre d'un appel à projet du Ministère de l'Environnement, de l'Énergie et de la Mer. L'objectif de ce projet intitulé « Marie-Galante, île du tourisme durable » est de faire de Marie-Galante un modèle européen de cohésion économique et sociale basé sur la sobriété environnementale.

## Énergie
La commune de Saint-Louis possède une antenne de la Chambre de commerce et d'industrie de Pointe-à-Pitre, et développe un projet d'une centrale photovoltaïque expérimentale.
Un parc éolien est installé sur la commune de Capesterre, au site de morne Constant — lieu de l'île le plus exposé aux vents dominants —, et participe à l'objectif d'indépendance énergétique de l'île (vis-à-vis principalement des matières fossiles) dans le cadre du développement du système électrique de la Guadeloupe. Il est constitué de vingt-trois éoliennes bipales rétractables d'une puissance totale installée de 1 380 kW exploitées par la société Quadran 5 .
Alors qu’en 2017 plus des deux tiers de l’électricité consommée dans l’île sont produits par des centrales à combustibles fossiles en Guadeloupe et importés par un câble sous-marin, les élus de Marie‐Galante ont développé un projet d’autonomie énergétique basé à 100 % sur les énergies renouvelables locales associées à un modèle de sobriété énergétique et à l’utilisation de véhicules électriques. Une centrale biomasse de 7,5 MW sera construite, alimentée par la bagasse (résidu du broyage de la canne à sucre) et des déchets ménagers. Elle sera complétée par 4 MW de photovoltaïque et d’éolien et par une installation de stockage d’électricité. Pour la mobilité il est prévu de déployer des véhicules électriques et des bornes de recharge. La « production » et la consommation d’énergie seront gérées par une centrale virtuelle et un réseau électrique intelligent.

## Culture

### Cuisine
On peut citer le bébélé comme plat traditionnel de Marie-Galante.
Le kilibibi est, quant à lui une friandise originaire de l'île.
Le caca-bœuf est une pâtisserie de l'île.

### Festivités
En période de Noël, les familles et amis se réunissent lors de chanté nowel et du Marché de Noël, organisés un peu partout à Marie-Galante. L'occasion de chanter des cantiques et de faire la fête.
Les groupes de carnaval défilent tous les dimanches après-midi dans les rues, depuis janvier jusqu'aux vacances de Carnaval, en février ou en mars.
Une grande parade carnavalesque est organisée chaque année, fin janvier, dans la ville principale, Grand-Bourg depuis 2013 nommée WOY MI MASS. Elle y rassemble environ 9 000 à 10 000 personnes chaque année et regroupe plusieurs groupes de carnaval (à « Po », " Ti Mass" et à caisses claires) qui participent presque tous à un concours pour les meilleurs costumes, meilleure musique ou meilleure chorégraphie dont le thème est imposé par les comités de carnaval, sur un tapis rouge devant un podium sous les yeux des spectateurs et filmés en direct.
Il y a également le Carnaval en kabwèt de Marie-Galante, de Saint-Louis, pratique mêlant la tradition française des bœufs gras et la tradition des défilés du Carnaval. C’est un moment important pour la sauvegarde et la promotion des traditions marie-galantaises et guadeloupéennes. Le défilé se compose d’une trentaine de charrettes décorées et tirées par une paire de bœufs, sur 22 km dans la campagne et à Saint-Louis de Marie-Galante. Et depuis 2014, ce carnaval de Marie-Galante est inscrit à l’inventaire du patrimoine immatériel de France 
Le Mardi gras, c'est la grande fête où les groupes de carnaval concourent dans une des villes de Marie-Galante en fonction des années. Puis, le lendemain, le mercredi des Cendres, jour qui termine le carnaval, la mascotte de roi du carnaval surnommée Vaval est brûlée, ce qui signe la fin des festivités, tout le monde défile en noir et blanc (pour marquer le deuil de Vaval), et débutent alors les 40 jours de carême.
La population majoritairement catholique, respecte cette période, ainsi les boites de nuit se vident, les gens évitent de faire la fête, certains ne mangent que du poisson ou alors s'en privent. Mais, étant donné le grand engouement pour les fêtes, le « jeudi mi-carême », un défilé en rouge et noir identique au carnaval donc avec des groupes de musiciens précédés de personnes qui défilent est organisé.

Logo du festival Marie-Galante Terre de blues.

Après cette période de privation, ce sont les fêtes de Pâques, lors desquelles les familles vont souvent camper sur la plage et mangent des plats à base de crabes : matété (riz cuit avec du crabe), calalou (crabes avec des feuilles de madère accompagné de riz blanc) ou dombrés aux crabes (petites boules de farine cuites avec du crabe). À ce moment, on retrouve beaucoup de concours de bœufs tirants où le bœuf est bien plus qu'un outil agricole.
À la Pentecôte, se déroule chaque année, le plus grand festival de Marie-Galante et l'un des plus grands de la Caraïbe, le festival Terre de Blues, festival de musique accueillant environ 13 000 à 15 000 festivaliers chaque année.
En août, il y a la fête patronale de Grand-Bourg, l'une des plus grosses fêtes patronales de la Guadeloupe. Hormis les fêtes patronales de Capesterre et de Saint-Louis, celle de Grand-Bourg est la plus grosse et la plus importante de Marie-Galante. Généralement en mi-Août, elle accueille environ 15 000 spectateurs dans une journée.
Le 28 octobre, on fête la Journée internationale du créole.
La jeunesse marie-galantaise soucieuse de son patrimoine culturel a fait naître un nouveau courant nommé Galanta, dérivé de Marie-Galante que donnent les jeunes à l'île. On retrouve souvent cette expression dans leur musique ou dans des graffitis sur certains vieux bâtiments, rues ou encore des tee-shirts à l'effigie de l'île.
| Date                                        | Nom                      | Remarques |
| ------------------------------------------- | ------------------------ | --- |
| 1er janvier                                 | Jour de l’an             | Premier jour de l’année ; Pour les catholiques, fête de Sainte Marie (avant le concile Vatican II, Circoncision de Jésus-Christ). |
| Lendemain du dimanche de Pâques             | Lundi de Pâques          | Pâques (fête chrétienne commune aux catholiques et aux protestants) est le premier dimanche qui suit la première pleine lune fictive de printemps. |
| 1er mai                                     | Fête du Travail          | D'abord journée de protestations et grèves pour la journée de travail de 8 heures ; traditionnellement le jour de nombreuses manifestations syndicales et politiques en France. Journée devenue fériée sous le régime de Vichy. Depuis 1947, l’appellation « Fête du Travail » n’est que coutumière, i.e. non officielle). |
| 8 mai                                       | Fête de la Victoire 1945 | Commémoration de la capitulation allemande et de la fin de la Seconde Guerre mondiale (1945). |
| 27 mai                                      | Abolition de l’esclavage | Dans le département de Guadeloupe uniquement. |
| 39 jours après Pâques                       | jeudi de l'Ascension     | Fête chrétienne célébrant la montée de Jésus aux cieux. |
| lendemain du septième dimanche après Pâques | Lundi de Pentecôte       | Lundi férié (seul le dimanche garde une signification religieuse particulière). |
| 14 juillet                                  | Fête nationale           | Commémoration de la Fête de la Fédération du 14 juillet 1790 (elle-même anniversaire de la prise de la Bastille en 1789). |
| 21 juillet                                  | Fête Victor Schœlcher    | Commémoration de la naissance (en fait le 22 juillet 1804) du député Victor Schœlcher qui fut à l'origine de l'abolition de l'esclavage, spécifique à la Guadeloupe et à la Martinique. |
| 15 août                                     | Assomption               | Fête catholique célébrant la montée de la Vierge Marie aux cieux. |
| 1er novembre                                | Toussaint                | Fête de tous les saints de l’Église catholique. |
| 2 novembre                                  | Fête des Morts           | Uniquement dans le département de la Guadeloupe. |
| 11 novembre                                 | Armistice de 1918        | Commémoration de l’armistice mettant fin à la Première Guerre mondiale. |
| 25 décembre                                 | Noël                     | Naissance de Jésus-Christ. |

## Dans la culture populaire
L'île a été chantée par Laurent Voulzy dans la chanson Belle-Île-en-Mer, Marie-Galante. Cette chanson a inspiré le trophée BPE en 2007 ainsi que le jumelage de l'île avec Belle-Île-en-Mer.
En 2021, l'île est choisie pour la réalisation de l'épisode Meurtres à Marie-Galante (de la collection Meurtres à...) réalisé par Marc Barrat pour France Télévision.

## Personnalités liées à Marie-Galante
- En 1645, Constant d'Aubigné (1585-1647) fut le gouverneur, discret, de Marie-Galante. Sa fille Françoise d'Aubigné l'accompagnait. Plusieurs années après, elle allait devenir Madame de Maintenon (épouse secrète de Louis XIV) mais, de son séjour aux Antilles, lui restera le surnom de Belle Indienne.
- Guy Tirolien (1917-1988), poète.
- Max Rippon, Écrivain
- Albertine Baclet, maire de Saint-Louis de 1965 à 1971, député 1967 à 1968.
- Patrice Tirolien, maire de Grand-Bourg de 1989 à 2014, député de 1995 à 1997, député européen de 2009 à 2014.
- Jacques Cornano, maire de Saint-Louis depuis 2001 et sénateur de 2011 à 2017.
- Josette Borel-Lincertin, née à Capesterre-de-Marie-Galante, présidente du conseil régional de 2012 à 2014 puis présidente du conseil départemental depuis 2015.
- Simone Créantor (1948-2020), née à Grand-Bourg, athlète du lancer du poids ayant été plusieurs fois championne de France.
- Bernus Goram est un footballeur français né le 30 mars 1959 à Saint-Louis (Guadeloupe).
- Leslie Turiaf est une joueuse française de volley-ball née le 15 mai 1986 à Grand-Bourg de Marie-Galante (Guadeloupe).
- Jimmy Nébot, né le 14 novembre 1972 à Grand-Bourg, est un joueur français de basket-ball.
- Charles Marchal (né le 2 octobre 1855 à Grand-Bourg et mort en 1956) était un administrateur colonial : il fut gouverneur du Dahomey en 1902.
- Fabienne Constant, née le 22 juillet 1986 à Grand-Bourg, est une joueuse française de basket-ball.
- Armand Jean-François est un homme politique français, né le 7 mars 1874 à Grand-Bourg, mort le 22 septembre 1938 à Basse-Terre, député de la Guadeloupe de 1924 au 22 septembre 1928.

### Vidéographie
- « Marie-Galante : double peine au paradis » [vidéo], sur ina.fr, AFP vidéo (vidéo sur Grève générale en Guyane et aux Antilles françaises en 2008-2009), 24 février 2009